# Лахмар, Хамза
Хамза Лахмар (фр. Hamza Lahmar, рожд. 28 мая 1990, Сус, Тунис) — тунисский футболист, полузащитник клуба «Этуаль дю Сахель». Выступал за национальную сборную Туниса.

## Клубная карьера
Во взрослом футболе дебютировал в 2009 году выступлениями за команду «Этуаль дю Сахель» из родного города, в первой лиге туниса. В течение сезона 2010/11 был отдан в аренду в клуб «Эсперанс (Джарджис)». В свою очередь, в начале сезона 2011/12 был арендован клубом «Хаммам-Сусс».
В начале 2012 года Хамза вернулся из аренды в родной клуб «Этуаль дю Сахель». В сезоне 2011/2012 завоевал с командой Кубок Туниса. В сезонах 2013/14 и 2014/15 также выигрывал с командой Кубок Туниса.
В 2015 году с клубом он выиграл Кубок Конфедераций, а в 2016 году стал чемпионом Туниса.

## Выступления за сборную
В национальной сборной Туниса Хамза дебютировал 5 сентября 2015 года в матче квалификации Кубка Африканских Наций 2017 года со сборной Либерии.
В составе сборной стал участником Кубка африканских наций 2017 года в Габоне.

## Достижения
«Этуаль дю Сахель»
- Чемпион Туниса: 2015/16
- Трёхкратный обладатель Кубка Туниса: 2012, 2014, 2015
- Победитель Кубка Конфедерации: 2015